# Liste des hydravions et aéronefs amphibies
La liste suivante recense les hydravions et aéronefs amphibies. Ceux-ci sont classés dans l'ordre alphabétique, par pays d'origine de développement. 
Suivant les versions développées certains aéronefs peuvent se retrouver dans les deux types, à l'instar notamment du Consolidated PBY Catalina américain.

## Hydravions

### Allemagne

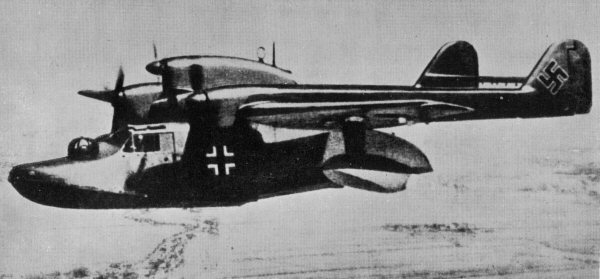
Blohm & Voss BV 138.

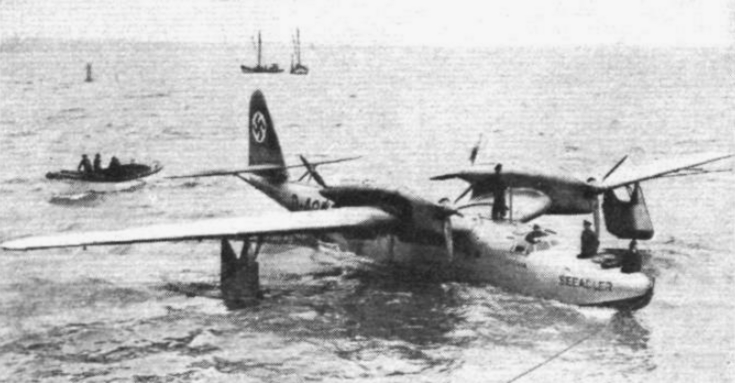
Dornier Do 26.

- AEG F.1.
- Arado Ar 196.
- Arado Ar 231.
- Arado W.2.
- Blohm & Voss Ha 139.
- Blohm & Voss BV 138.
- Blohm & Voss BV 222.
- Blohm & Voss BV 238.
- Dornier Do 18.
- Dornier Do 24.
- Dornier Do 26.
- Dornier Do 212.
- Dornier Do J.
- Dornier Do R.
- Dornier Do X.
- Focke-Wulf Fw 62.
- Heinkel HE 12.
- Heinkel He 72BW.
- Heinkel He 114.

### Canada
- Canadian Vickers Vedette.
- de Havilland Canada DHC-2 Beaver.
- de Havilland Canada DHC-3 Otter.

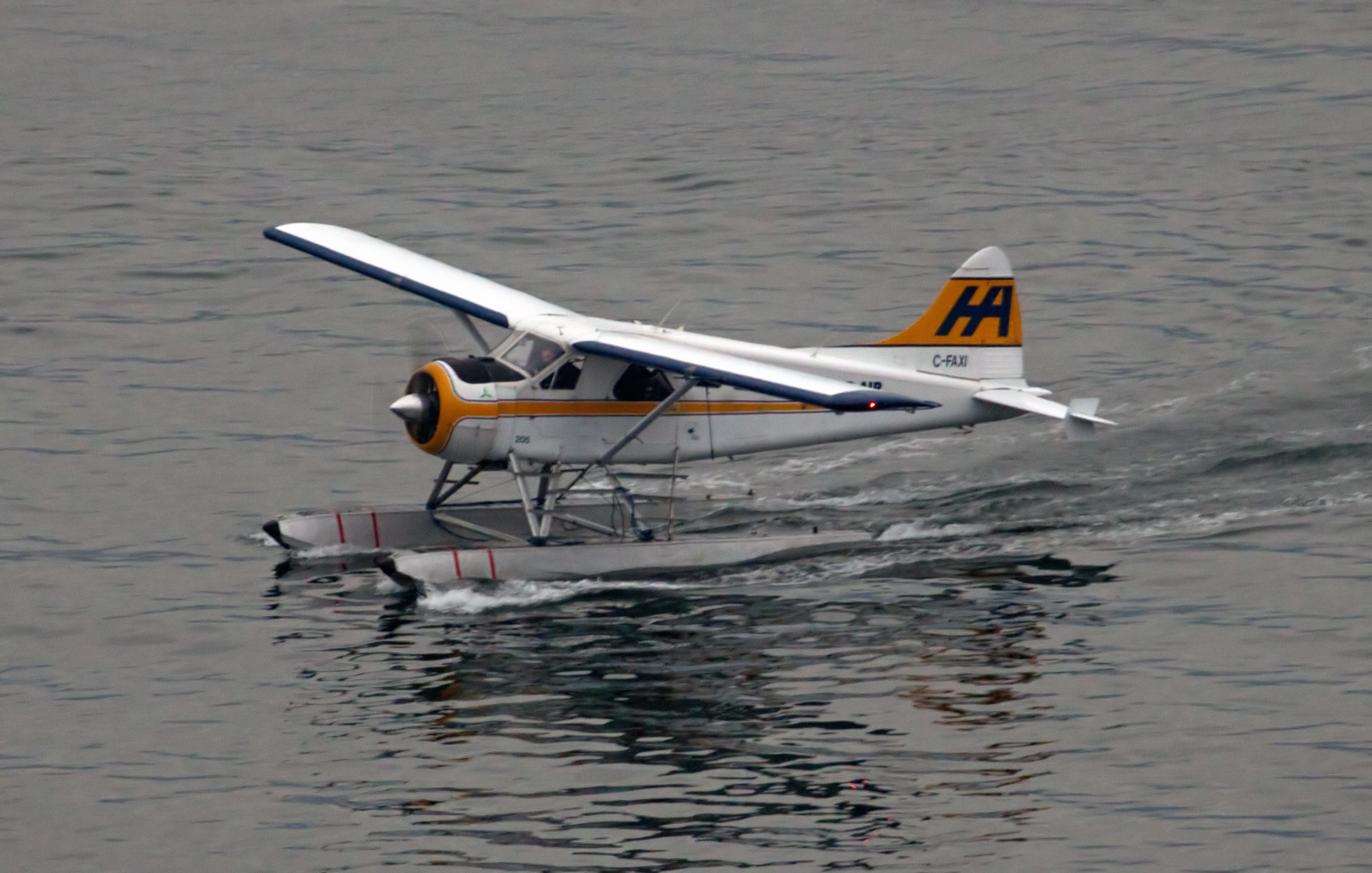
de Havilland Canada DHC-2 Beaver.

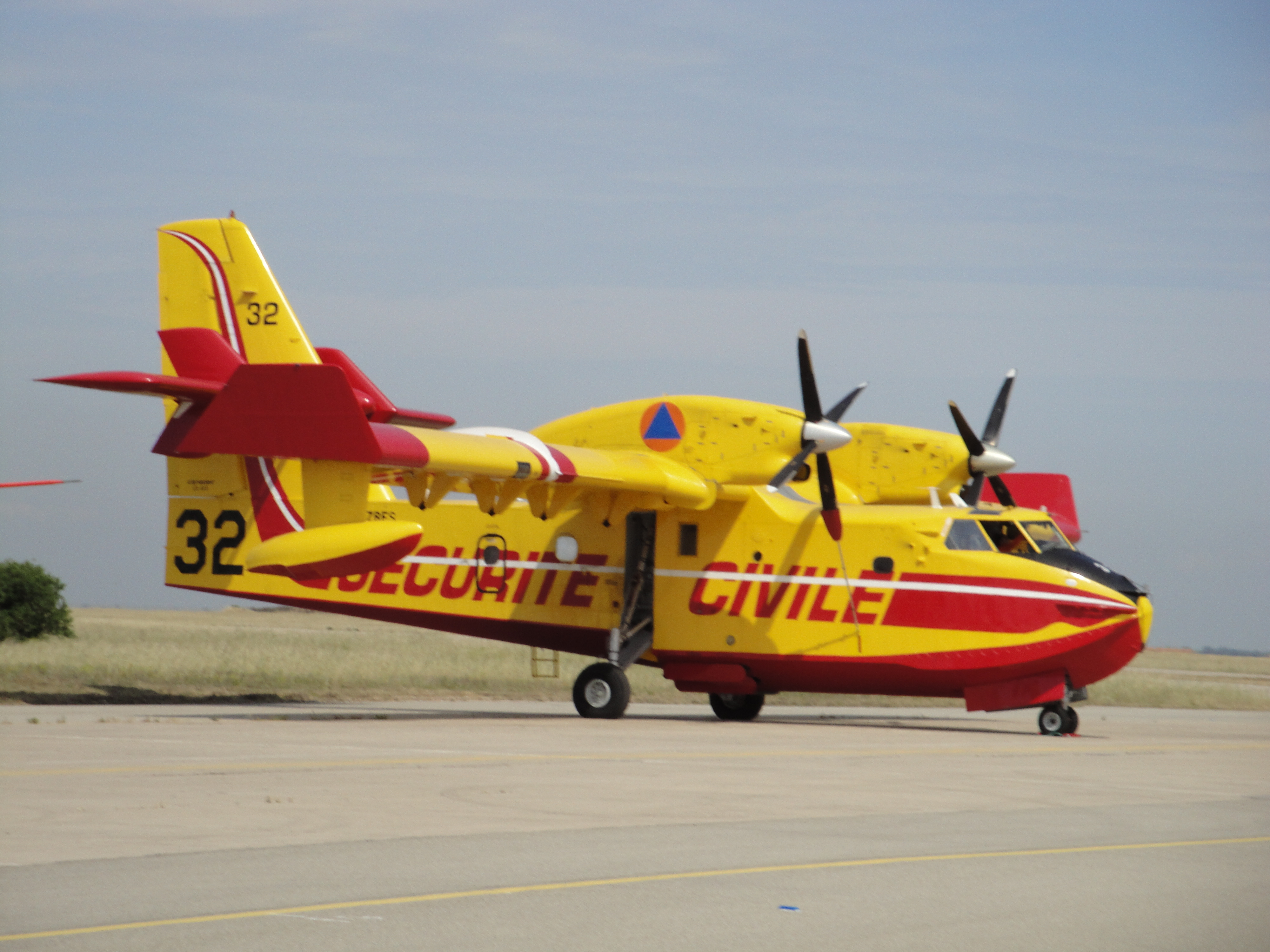
Canadair CL-415.

- De Havilland Canada DHC-6 Twin Otter.
- Canadair CL-215 et Canadair CL-415

### Empire austro-hongrois
- Lohner E.

### États-Unis

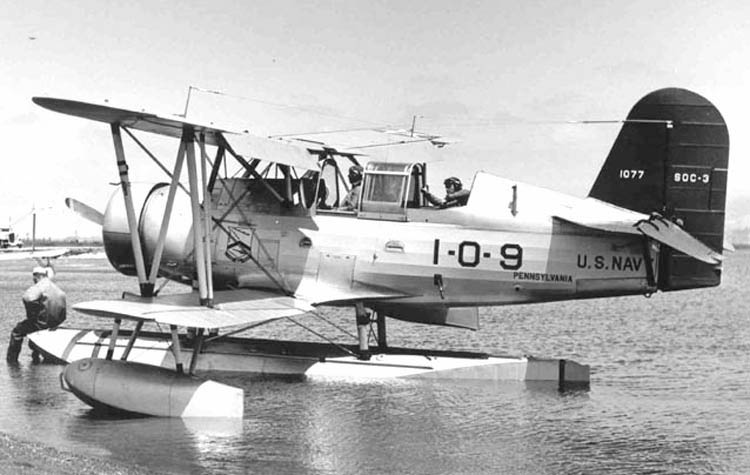
Curtiss SOC Seagull.

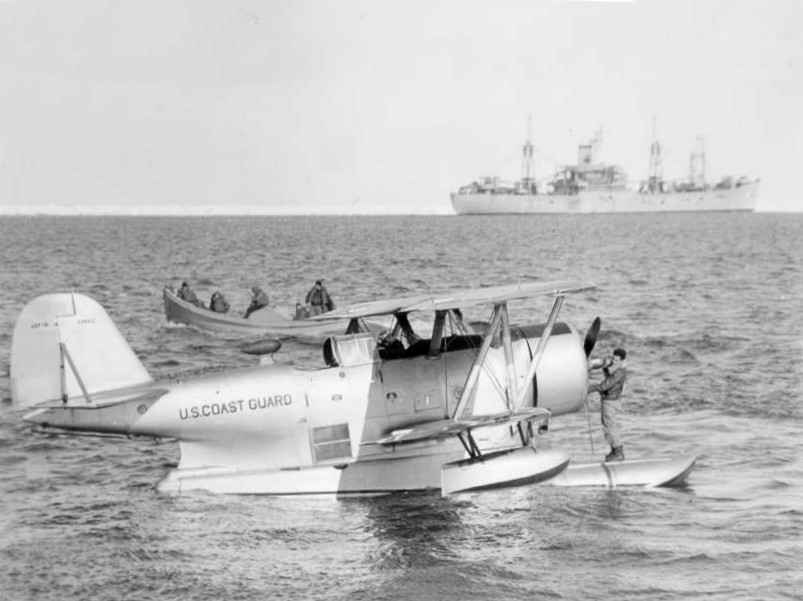
Grumman J2F Duck.

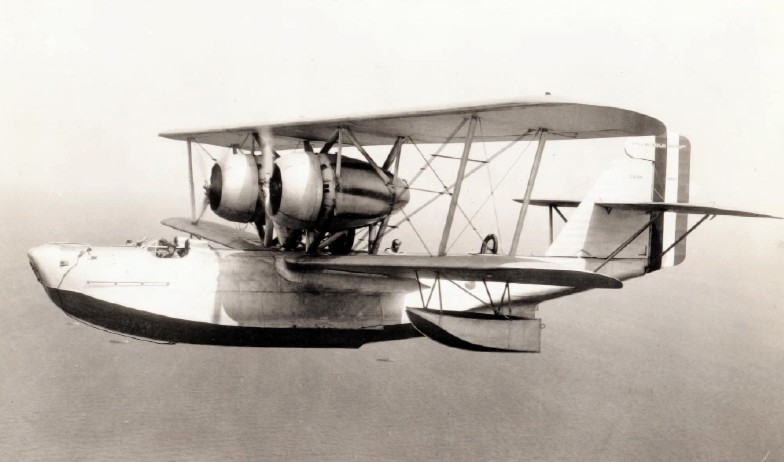
Hall PH.

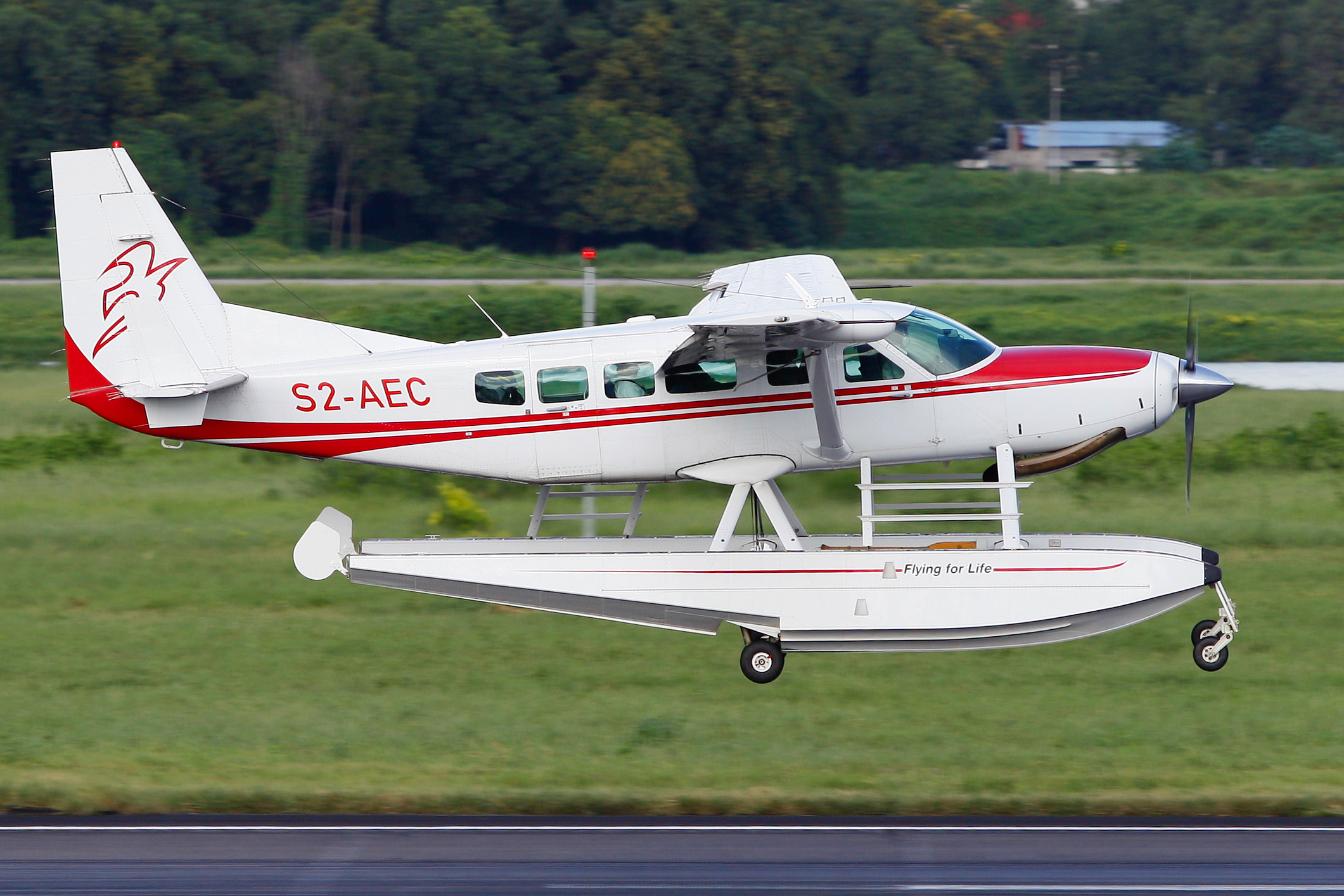
Cessna 208 Caravan Amphibian.

- Benoist type XIV.
- Boeing 314.
- Boeing XPBB Sea Ranger.
- Consolidated PBY Catalina.
- Consolidated PB2Y Coronado.
- Consolidated XP4Y Corregidor
- Convair R3Y Tradewind.
- Convair XF2Y Sea Dart.
- Curtiss CR-3
- Curtiss F6C-3.
- Curtiss HA.
- Curtiss R3C-2
- Curtiss R3C-4.
- Curtiss SOC Seagull.
- Douglas Dolphin.
- Douglas T2D.
- Douglas XC-47C.
- Grumman G-21.
- Grumman J2F Duck.
- Hall PH.
- Kirkham-Williams Racer
- Martin JRM Mars.
- Martin MO.
- Martin P5M Marlin.
- Martin P6M SeaMaster.
- Martin PBM Mariner.
- Piper PA-18.
- Sikorsky S-38.
- Sikorsky S-42.
- Sikorsky S-43.
- Vought OS2U Kingfisher.

### France

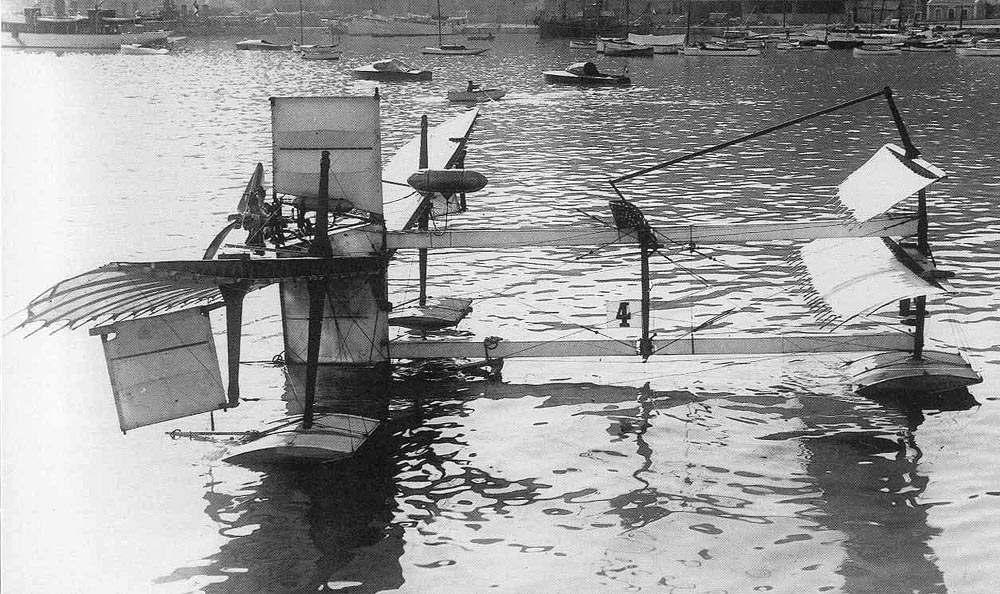
Le Canard.

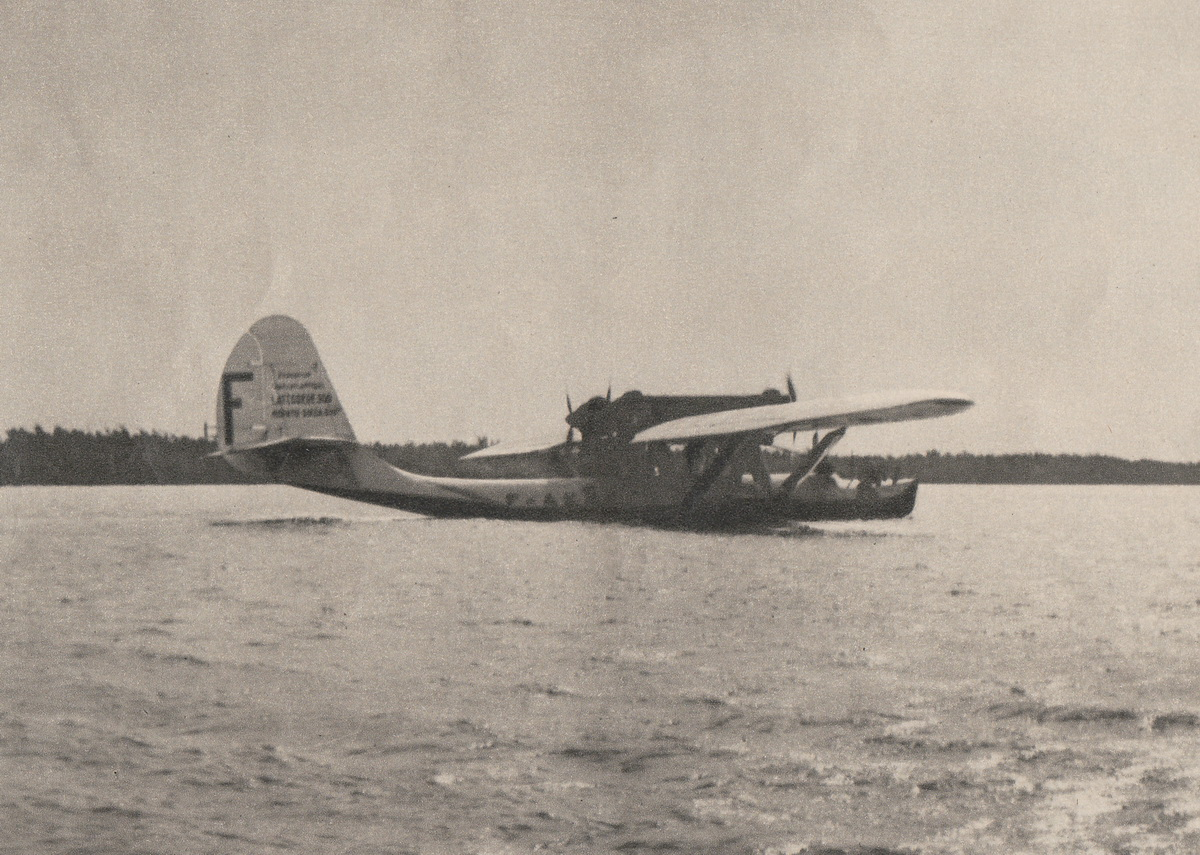
Latécoère 300.

- Bernard H.V-40
- Bernard H.V-42
- Bernard H.V-120
- Bernard H.V-220
- Bernard HV-320
- Besson H-3.
- Besson H-6.
- Breguet Bre 521.
- Breguet Bre 730.
- CAMS 38
- Deperdussin Monocoque
- FBA Type A.
- Gourdou Leseurre GL-810 HY.
- Latécoère 28.
- Latécoère 290.
- Latécoère 298.
- Latécoère 300.
- Latécoère 301.
- Latécoère 302.
- Latécoère 521.
- Latécoère 522.
- Latécoère 523.
- Latécoère 611.
- Latécoère 631.

- Latham E-5
- Latham HB.5
- Latham Trimotor

- Le Canard.
- Lioré et Olivier LeO H-47.
- Loire 130.
- Nieuport-Delage NiD-29.
- Nieuport-Delage NiD.450
- Nieuport-Delage NiD.650
- Nord Noroit N1400.
- Potez 452.
- SNCASE SE.200.

### Italie

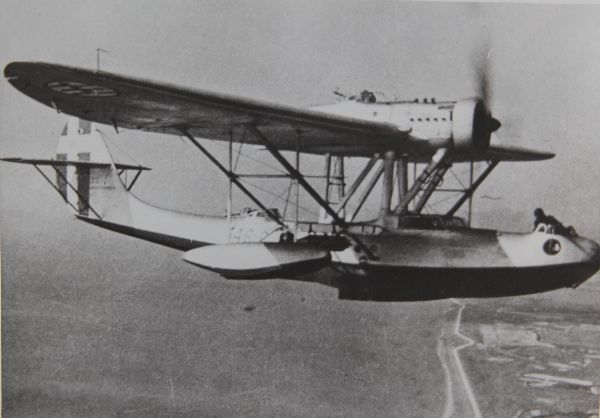
CANT Z.501.

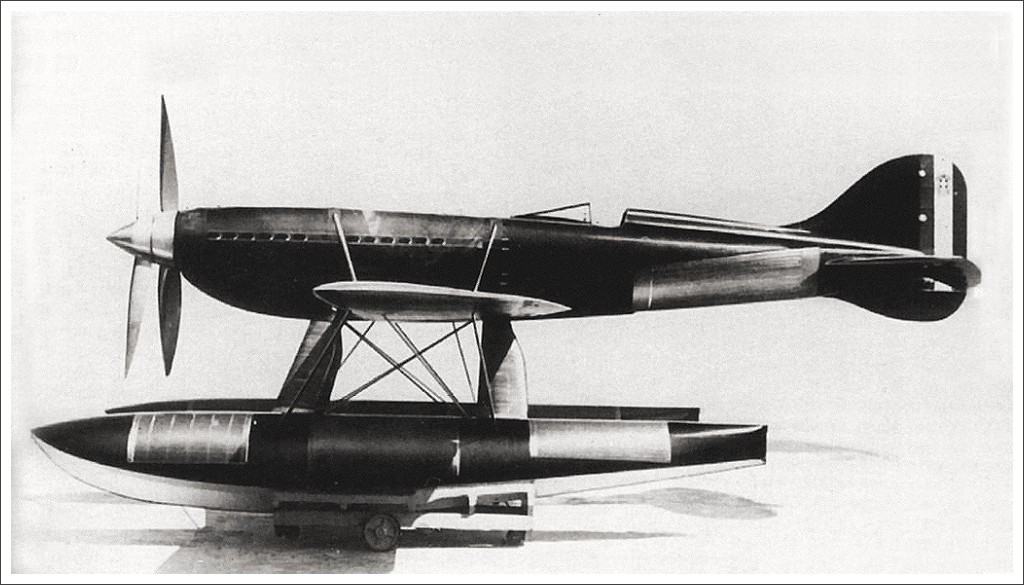
Macchi MC.72

- CANT Z.501
- CANT Z.506
- Caproni Ca.60
- Caproni Ca.100
- Fiat C.29
- Macchi M.5
- Macchi M.7
- Macchi M.9
- Macchi M.17
- Macchi M.19
- Macchi M.33
- Macchi M.39
- Macchi M.41 bis
- Macchi M.52
- Macchi M.52bis ou M.52R
- Macchi M.67
- Macchi MC.72
- Piaggio P.7
- SIAI S.8
- SIAI S.9
- SIAI S.12
- SIAI S.13
- SIAI S.16
- SIAI S.17
- SIAI S.19
- SIAI S.21
- SIAI S.22
- SIAI S.51
- Savoia-Marchetti S.55
- Savoia-Marchetti S.56
- Savoia-Marchetti S.57
- Savoia-Marchetti S.58
- Savoia-Marchetti S.59
- Savoia-Marchetti S.62
- Savoia-Marchetti S.63
- Savoia-Marchetti S.65
- Savoia-Marchetti S.66
- SIAI S.67
- Savoia-Marchetti SM.77
- Savoia-Marchetti S.78
- Savoia-Marchetti SM.87

### Japon

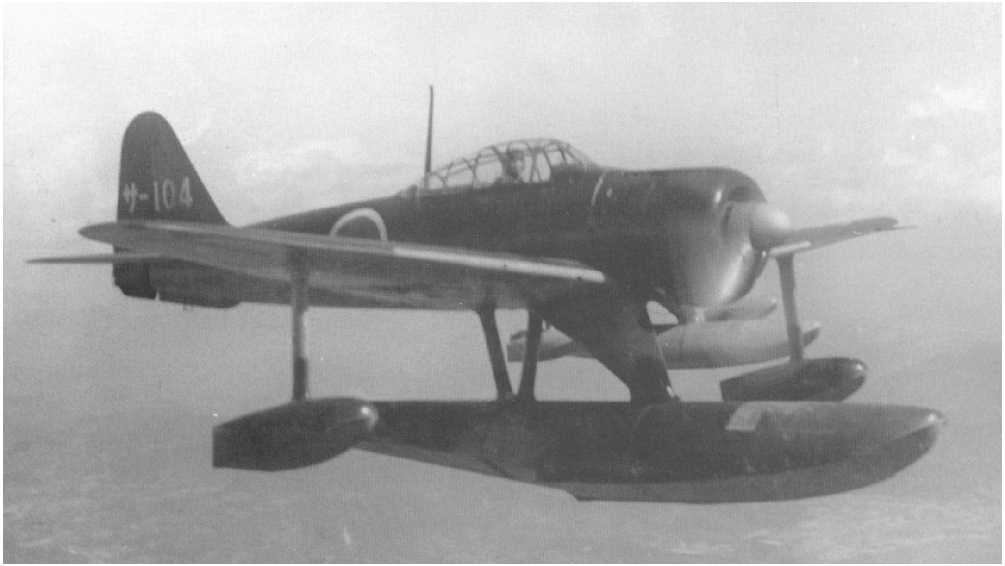
Nakajima A6M2-N.

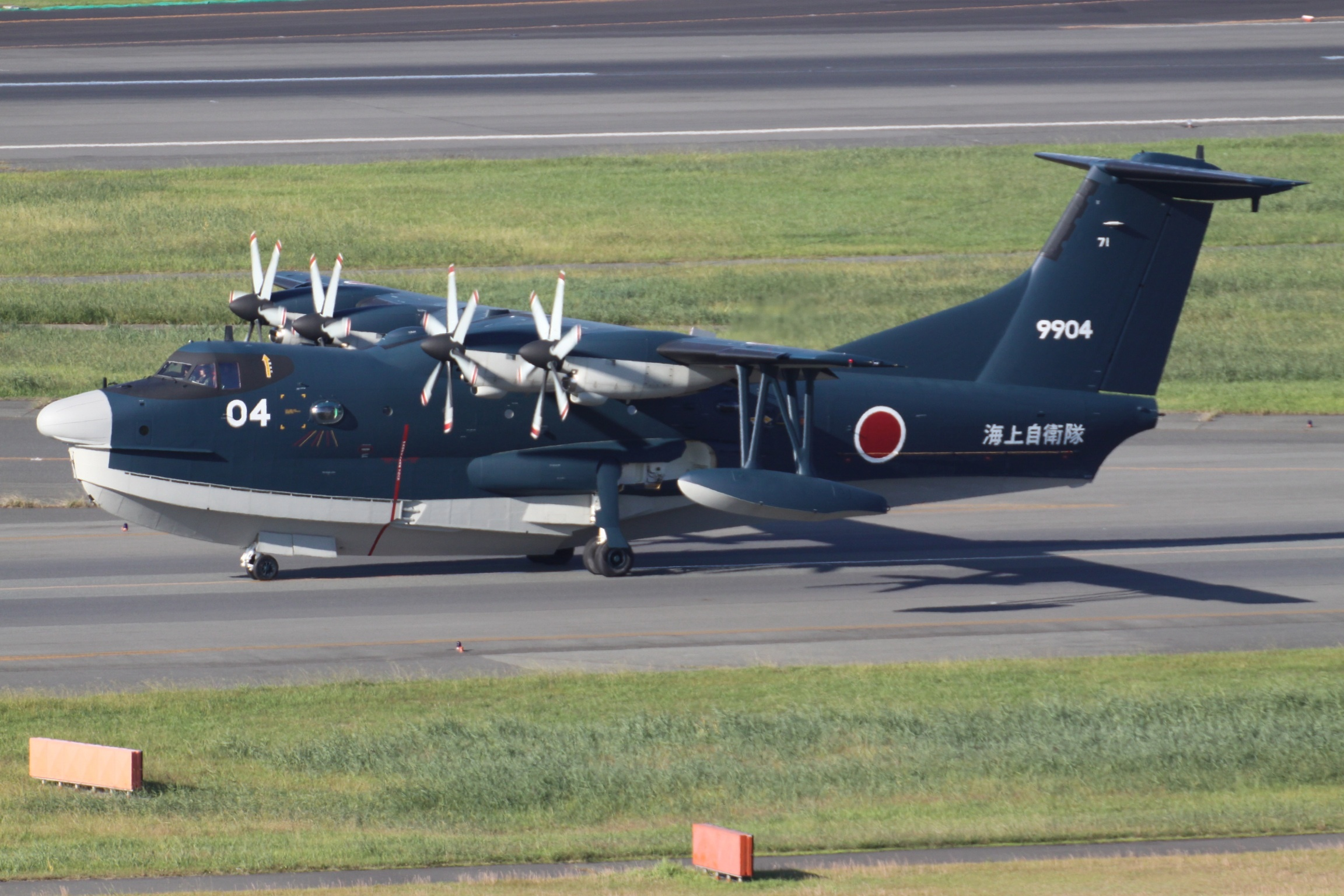
ShinMaywa US-2.

- Aichi E13A.
- Aichi E16A.
- Aichi M6A.
- Hiro H1H.
- Kawanishi E7K.
- Kawanishi H6K.
- Kawanishi H8K.
- Kawanishi N1K.
- Mitsubishi F1M.
- Nakajima A6M2-N.
- Yokosuka E14Y.

### Pays-Bas
- Fokker T.IV.

### Royaume-Uni

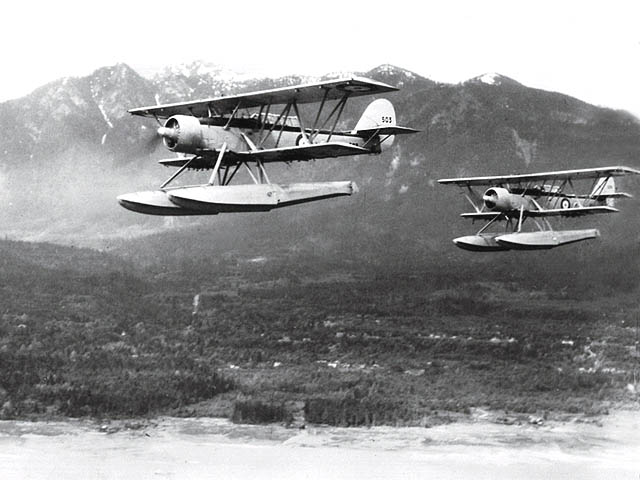
Blackburn Shark.

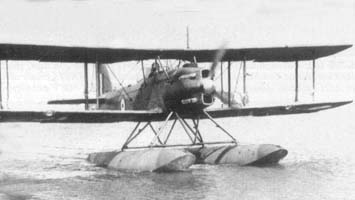
Fairey Seafox.

- AD Flying Boat.
- AD Navyplane.
- Avro 539.
- Blackburn Iris.
- Blackburn Pellet.
- Blackburn Perth.
- Blackburn Shark.
- Fairey Flycatcher.
- Fairey Seafox.
- Fairey Swordfish.
- Felixstowe F.5.
- Gloster II
- Gloster III
- Gloster IV
- Gloster VI
- Saro London.
- Saro SR.45
- Short Crusader
- Short S.23
- Short S.25
- Short Type 184
- Supermarine Sea Lion I
- Supermarine Sea Lion II
- Supermarine Sea Lion III
- Supermarine S.4
- Supermarine S.5
- Supermarine S.6
- Supermarine S.6B

### URSS

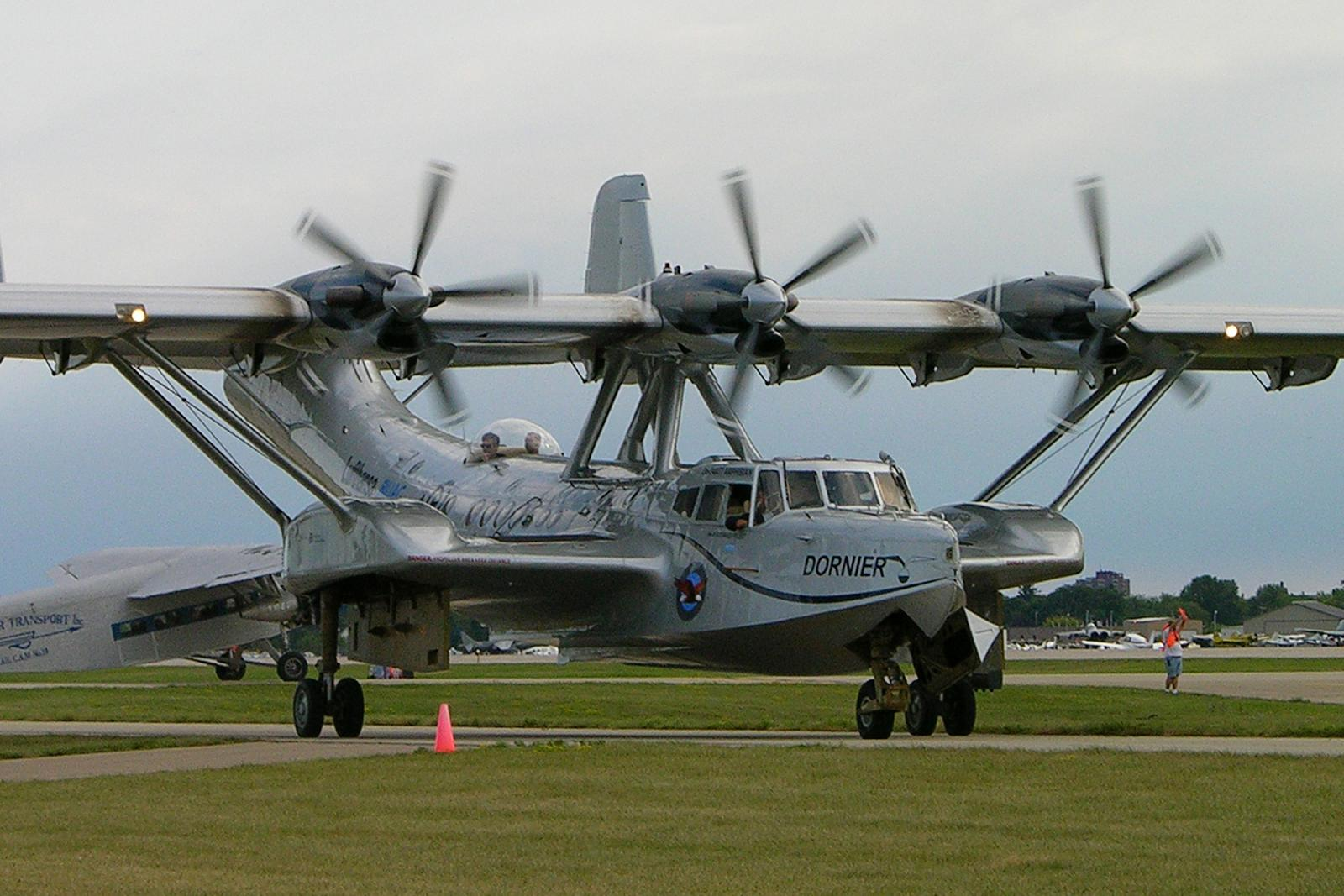
Dornier Do 24 ATT.

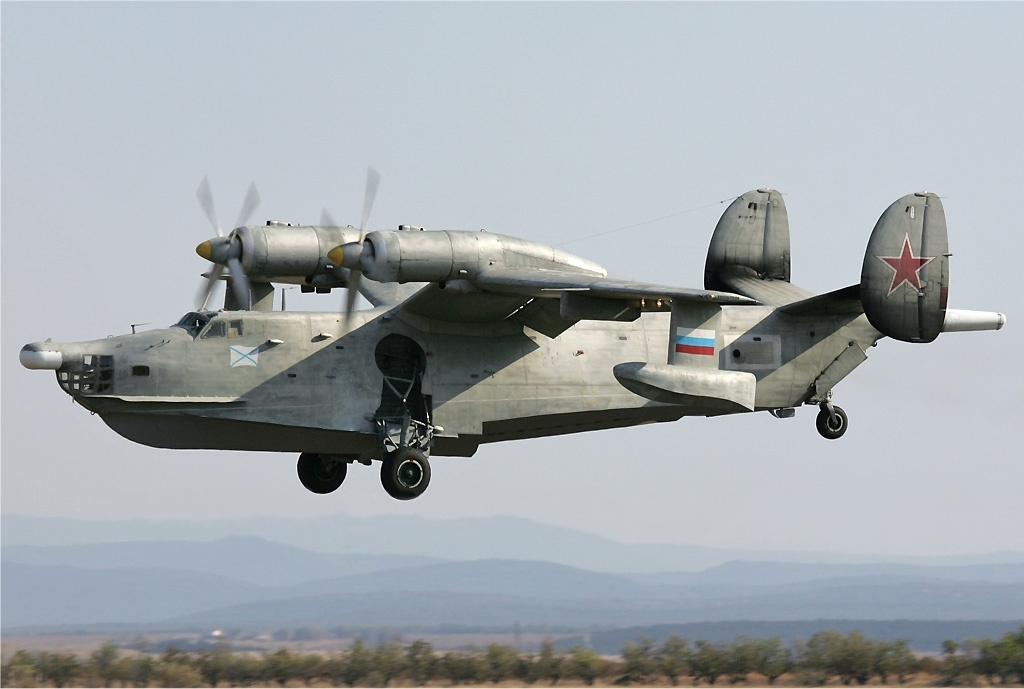
Beriev Be-12.

- Bartini DAR.
- Beriev Be-12.
- Beriev MBR-2.
- Beriev R-1.

## Aéronefs amphibies

### Allemagne
- Dornier Do 24 ATT.

### Canada
- Canadair CL-215.
- Canadair CL-415.
- De Havilland Canada DHC-6 Twin Otter.

### Chine
- Harbin SH-5.

### États-Unis
- Cessna 208 Caravan Amphibian.
- Consolidated PBY Catalina.
- Douglas Dolphin.
- Douglas YOA-5.
- Grumman G-21.
- Grumman G-73.
- Grumman HU-16 Albatross.
- Grumman J2F Duck.
- Sikorsky S-38.

### France
- Nord Noroit N1400.
- SCAN modèle 30.

### Italie
- Piaggio P136.

### Japon
- Aichi H9A.
- Shin Meiwa PS-1.
- Shin Meiwa US-1.
- ShinMaywa US-2.

### Royaume-Uni
- Supermarine Sea Otter.
- Supermarine Seagull (1948)

### Russie
- Beriev Be-103.
- Beriev Be-200.

### URSS
- Beriev Be-6.
- Beriev Be-12.
- Beriev Be-42.